# Mocholz

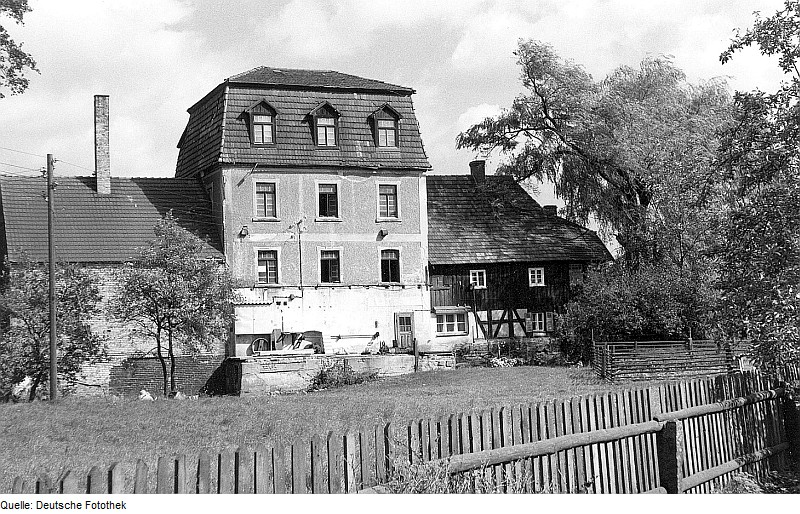
Ehemalige Mühle (1978)

Mocholz (auch Mochholz), obersorbisch Mochowc, ist eine Wüstung in der Oberlausitz (Sachsen) auf dem Gemeindegebiet Rietschens.
Der Ort im sorbischen Siedlungsgebiet wurde 1993 zugunsten des Tagebaus Reichwalde abgebrochen, bevor dieser 1999 vor Erreichen der Ortslage gestundet wurde. Nachdem der Tagebau 2010 wieder in Betrieb gegangen war, erfolgte in der ersten Hälfte des Jahrzehnts die Abbaggerung der ehemaligen Ortslage.

## Geographie

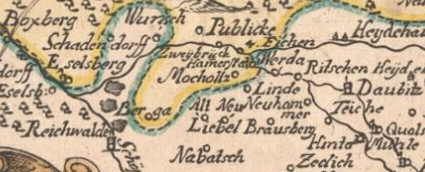
Ausschnitt aus einer Karte der Herrschaft Muskau (1745) mit der Umgebung von Mocholz

Der Ort lag rund fünf Kilometer westlich von Rietschen, acht Kilometer westlich vom Kirchdorf Daubitz und etwa vier Kilometer nordöstlich vom Kirchdorf Reichwalde. Vor seiner Verlegung floss der Weiße Schöps nördlich des Dorfes aus Osten kommend nach Westen dem Schwarzen Schöps entgegen. Die Tagebaukante lag bei der Stundung des Tagebaus weniger als ein Kilometer östlich vom ehemaligen Ortskern entfernt.
Nördlich von Mocholz lag Zweibrücken, östlich Viereichen, südlich Altliebel und vom Nordwesten befanden sich gen Westen hin am Weißen Schöps die Dörfer Publick, Wunscha und Schadendorf, die alle zugunsten des Tagebaus devastiert wurden. Im Südosten liegt Neuliebel, im Süden Nappatsch, heute Altliebel. Nördlich der früheren Ortslage erstreckt sich im Truppenübungsplatz Oberlausitz ein weitreichendes Waldgebiet, das zum Teil ebenfalls vom Tagebau überbaggert werden wird.
Die relativ kleine Gemarkung des Gassendorfes umfasste bei der Eingemeindung 1938 etwa 109 Hektar. Sie war ursprünglich in Block- und Streifenflure aufgeteilt.

## Geschichte

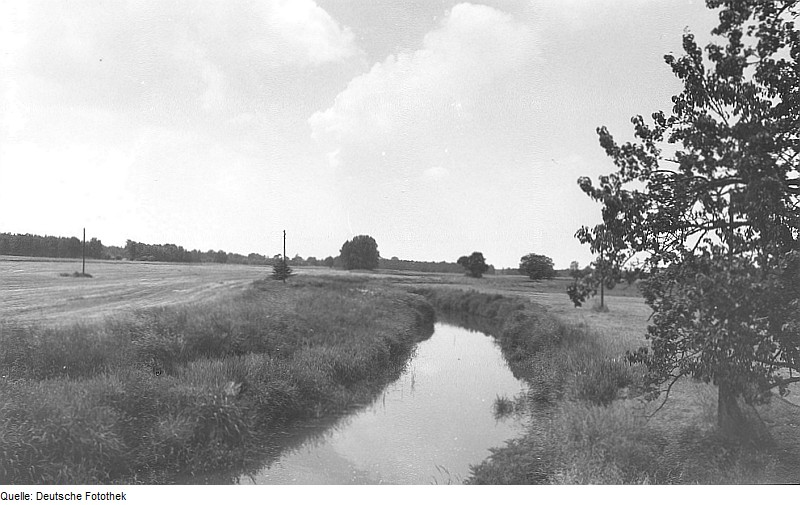
Weißer Schöps nahe Mocholz (1989)

Durch archäologische Funde in der Gemarkung ist eine urgeschichtliche Siedlungstätigkeit nachweisbar.
Als um einen Eisenhammer entstandene Hammersiedlung ist Mocholz eine der jüngeren Ortsgründungen in der Oberlausitz. Urkundlich erstmals erwähnt wurde der Ort 1563 in einem Teilungsvertrag derer von Metzradt. Archäologische Ausgrabungen in den Jahren 2009/2010 mit anschließenden dendrochronologischen Untersuchungen datierten das älteste Fundstück im Bereich des Hammers auf 1552 (± 10 Jahre). Weitere Funde, die sämtlich jünger sind, lassen darauf schließen, dass der Hammer (und somit der Ort) Mitte des 16. Jahrhunderts angelegt wurde.

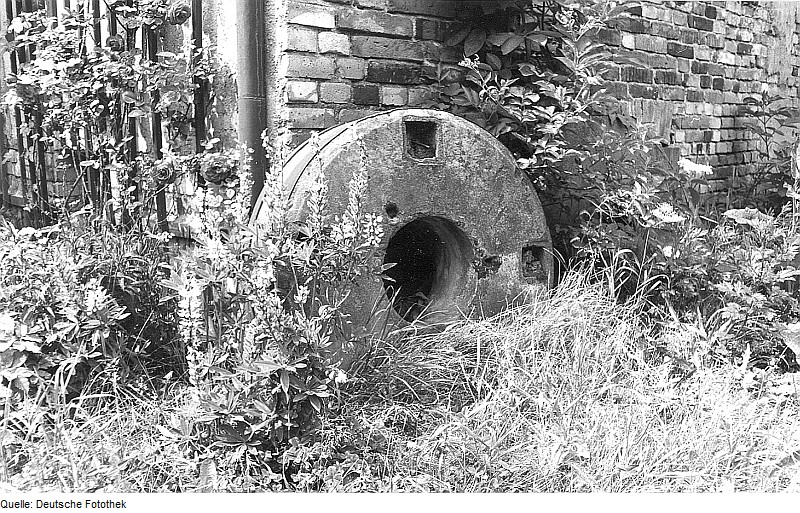
Mühlstein (1989)

Bald darauf ging Mocholz in den Besitz der Herrschaft Muskau über. Beim Verkauf der Herrschaft im Jahr 1597 ist das Dorf Muchholcz nebst Eisenhammer und Fischteichen im Kaufvertrag aufgeführt, es ist daher anzunehmen, dass Mocholz unter Fabian von Schoenaich (Besitzer der Herrschaft Muskau von 1558 bis 1573 und von 1587 bis 1589) oder seinem Neffen Hans Georg (1573 bis 1587) erworben wurde. Damit kam erstmals ein Ort südlich der Schöps-Linie an die Herrschaft Muskau. Vermutlich wurde der Eisenhammer im Dreißigjährigen Krieg (1618–1648) zerstört. Nach dem Krieg ließ ihn Curt Reinicke von Callenberg als einen von vieren in der Herrschaft wieder aufbauen, die ungünstige Marktlage jedoch zwang Anfang der sechziger Jahre zu seiner Einstellung. Das Hammergut wurde in ein herrschaftliches Vorwerk umgewandelt, auf dem 1662 eine Mühle errichtet wurde, die in jüngerer Zeit eine Mahl- und Ölmühle war.
In den Jahren 1769 bis 1771 gründete der Muskauer Standesherr Johann Alexander von Callenberg mehrere Schulen in der Herrschaft, unter anderem 1770 eine in Mocholz. Zur Schulgemeinde gehörten Mocholz, Altliebel, Nappatsch, Publick, Viereichen und Zweibrücken. Rund 20 Jahre später wurde ein Schulhaus erbaut, in dem zweimal jährlich der Pfarrer aus Daubitz zur Predigt kam. Diese Pflicht wird auf eine Sage zurückgeführt, nach der in vorreformatorischer Zeit in Mocholz eine Kapelle bestanden haben soll.
Aus Geldmangel verkaufte Fürst Pückler das Gut Mocholz 1811, kaufte es jedoch 1829 wieder zurück. Zwischenzeitlich kam die Gemeinde infolge der Teilung der Oberlausitz nach dem Wiener Kongress 1815 an Preußen und wurde 1816 dem schlesischen Landkreis Rothenburg (Ob. Laus.) eingegliedert.
Nachdem in Daubitz kein sorbischer Gottesdienst mehr gehalten wurde, wurde Mocholz mit einigen benachbarten Orten 1858 nach Reichwalde umgepfarrt. In Reichwalde wurde damals der sorbische Gottesdienst wöchentlich nach dem deutschen abgehalten.
1902 wurde ein neues Schulgebäude errichtet. Nach dem Ersten Weltkrieg wurde 1920 ein Schützenverein gegründet und 1924 der Ort an das elektrische Netz angeschlossen. Ein Weltkriegsdenkmal erinnerte an die Gefallenen aus Mocholz, Altliebel, Nappatsch und Viereichen.
Am 1. April 1938 wurde Mocholz nach Viereichen eingemeindet. Nach dem Ende des Zweiten Weltkrieges wieder zum Land Sachsen gehörig, wurde die Gemeinde bei der Verwaltungsreform von 1952 dem Kreis Weißwasser im Bezirk Cottbus zugeordnet.
Anfang der achtziger Jahre wurde der Ort an das Trinkwassernetz angeschlossen. Die Mühle wurde noch bis 1980 betrieben und 1992 letztlich abgerissen.
Die Gemeinde Viereichen schloss sich 1992 mit Daubitz, Rietschen und Teicha zur Gemeinde Rietschen zusammen. Ab 1993 wurden Mocholz, Altliebel und Viereichen mit Zweibrücken für den Tagebau Reichwalde devastiert.

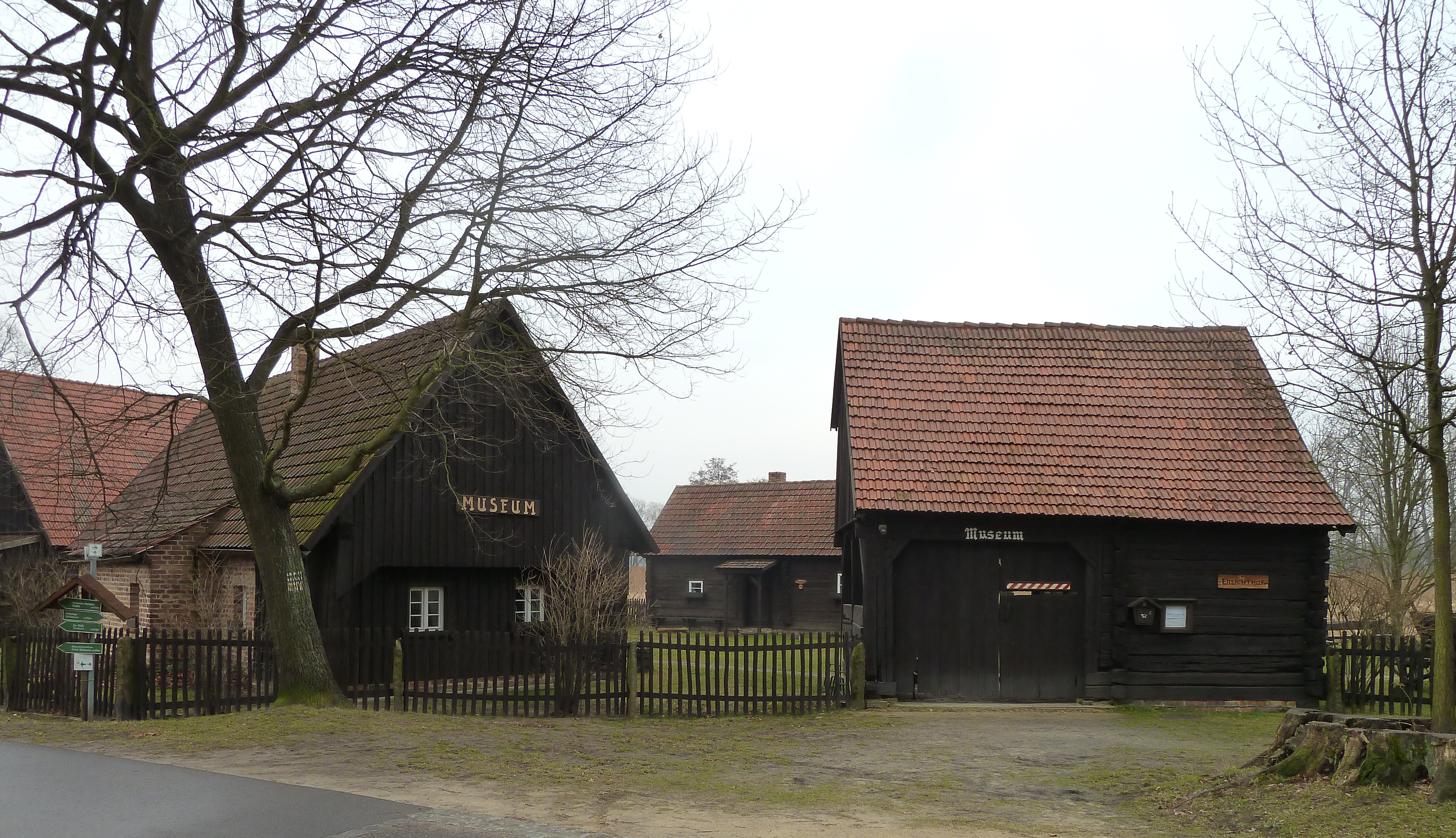
Der Erlichthof, ehemals Mocholz Nr. 31

Um 1990 entstand eine Initiative, um die historischen Schrotholzhäuser zu bewahren, die in der sorbisch besiedelten nördlichen Oberlausitz typisch sind. Das Gehöft  Mocholz Nr. 31, bestehend aus Wohnhaus (1713/14), Scheune (1763/64), Ausgedinge (1769/70) und Torhaus (1778/79), wurde 1991 bis 1994 abgebaut und am nördlichen Siedlungsrand von Rietschen wieder aufgebaut. Nach dem benachbarten Erlichtteich erhielt es den Namen Erlichthof. Mit der Umsetzung weiterer Schrotholzhäuser entstand so die museale Erlichthofsiedlung.
Einige noch vorhandene Obstbäume aus dem Tagebauvorfeld wurden später ins frühere Boxberger Freibad umgesetzt, von anderen wurden Triebe zur Nachzucht genommen, um die regionale Vielfalt auf einer Obstbaumwiese in Rietschen zu erhalten.

### Bevölkerungsentwicklung
| Jahr | Einwohner |
| ---- | --------- |
| 1782 | 86        |
| 1825 | 263       |
| 1863 | 124       |
| 1871 | 144       |
| 1885 | 129       |
| 1905 | 114       |
| 1910 | 109       |
| 1925 | 126       |
| 1937 | 115       |

| Jahr | besessene Mann | Gärtner | Häusler |
| ---- | -------------- | ------- | ------- |
| 1630 | 1              | 2       | 10      |
| 1647 | 1              | 2       | 08      |
| 1699 | –              | 2       | 12      |
| 1777 | –              | 2       | 13      |
| 1782 | –              | 2       | 12      |
| 1810 | –              | 2       | 12      |

Während des Dreißigjährigen Krieges (1618–1648) wirtschafteten in Mocholz 1630 ein Lehnbauer im Hammergut, zwei Gärtner und zehn Häusler. Kurz vor Kriegsende wurde 17 Jahre später, die Oberlausitz war zu dieser Zeit nicht mehr umkämpft, wurden zwei Häuslerstellen als wüst erfasst. Gegen Ende des Jahrhunderts hatte sich der Ort von den Kriegsschäden weitestgehend erholt, es wurden zwei Gärtner und zwölf Häusler erfasst. Durch die Umwandlung des Hammergutes zu einem Vorwerk war dieses nicht mehr von einem Lehnbauern besetzt. Die Zahl der Gärtner veränderte sich auch im weiteren Verlauf nicht.
Bei der Landesexamination im Jahr 1777 wurden 13 Häusler erfasst, bereits fünf Jahre später waren es wieder 12. Die Einwohnerzahl wurde 1782 mit 86 beziffert.
Obwohl in den Quellen zur Einwohnerzahl von 1825 übereinstimmend 263 angegeben wird, ist diese Zahl unglaubwürdig, da bereits 1863 nur noch 124 Einwohner angegeben werden und in den folgenden Erhebungen die Einwohnerzahlen zumeist in einem engen Rahmen zwischen 110 und 130 schwanken. Die 1870er und 1880er Jahre bilden hier eine Ausnahme, 1871 wurden 144 und um 1880 durch Muka 140 Einwohner gezählt.
Noch im 19. Jahrhundert stellten die Sorben die Bevölkerungsmehrheit. 1863 waren 110 der 124 Einwohner Sorben (88,7 %), Anfang der achtziger Jahre ermittelte Arnošt Muka für seine Statistik über die sorbische Bevölkerung in der Oberlausitz 133 Sorben unter den 140 Einwohnern (95,0 %).
Nach der Eingemeindung wurden für Mocholz allein keine amtlichen Einwohnerzahlen mehr ermittelt. Die amtliche Umsiedlerzahl wurde 1993 mit 56 beziffert, ein großer Teil der Einwohner siedelte sich ab 1990 im Rietschener Ortsteil Nieder Prauske an.

### Ortsname
Der deutsche Ortsname entwickelte sich von Mucholz (1563) über Muchholcz (1597), zu Mochholz (1704). Danach variierte die Schreibweise noch etwas, beispielsweise sind Mochholtz (1768) und Mochholz (1819) belegt.
Der Name leitet sich vom altsorbischen moch ‘Moos’ ab. Die sorbische Endung -owc wurde dabei zum mittelhochdeutschen -holz umgedeutet. Die Namensdeutung als Siedlung im Moos oder Siedlung in moosiger Umgebung deckt sich mit der waldreichen Umgebung des Ortes.